# Fukang (meteorite)
Il Meteorite di Fukang è quel che rimane di un meteoroide entrato in collisione con la Terra, e precipitato in epoca sconosciuta nelle vicinanze della città di Fukang, nel nord ovest della Cina. La formazione del meteoroide è stimata attorno a 4,5 miliardi di anni fa, rendendo il meteorite uno dei corpi più antichi conosciuti sulla Terra, secondo solo alle condriti carbonacee (4,567 miliardi di anni). A titolo di paragone, i materiali terrestri della crosta più antichi di cui, ad oggi, si abbia una datazione sono gli zirconi delle Jack Hills, nel complesso geologico di Narryer Gneiss Terrane in Australia, la cui data di formazione è stimata radiometricamente a 4,4 miliardi di anni fa.

## Storia
Il meteorite venne rinvenuto attorno all'anno 2000 in una zona montuosa in prossimità della città cinese di Fukang, nella Regione autonoma uigura dello Xinjiang; l'autore e le circostanze della scoperta sono rimasti sconosciuti. La sua prima apparizione risale al 2000, quando un commerciante cinese venne in possesso, attraverso canali ignoti, di un meteorite della massa di 1.003 kg, dalla quale venne asportato un campione di circa 20 kg. Nel febbraio del 2005 la restante massa di 983 kg venne inviata negli Stati Uniti, in occasione dell'annuale esposizione geologica nota come Tucson Gem and Mineral Show, dove fu notata ed esaminata da diversi studiosi, tra i quali in particolare alcuni ricercatori della prestigiosa Università dell'Arizona di Tucson.

## Studio sulla composizione
Il meteorite di Fukang appartiene alla categoria delle pallasiti, meteoriti ferro-rocciosi (sideroliti) composti da cristalli di olivina immersi in una matrice metallica formata da una lega di ferro-nichel (camacite). In questo genere di meteorite, caratterizzato da una tipica conformazione a mosaico, i cristalli sono generalmente trasparenti, con tonalità cromatica giallo-verdognola. Il fatto che, a prima vista, i cristalli appaiano incastonati nel metallo, rende questo tipo di meteorite particolarmente attraente e scenografico. La teoria attualmente più accreditata vede questi corpi come il prodotto di impatto tra asteroidi di differente composizione (gli uni litoide, gli altri metallica). Si stima che appartenga alla categoria delle pallasiti solo l'1% del numero totale di meteoriti ad oggi rinvenuti; tuttavia, nonostante il numero di ritrovamenti sia esiguo (61 noti al dicembre 2015), il relativo materiale è piuttosto abbondante, grazie alla cospicua massa di molti ritrovamenti, taluni dei quali superano la tonnellata. Pallasiti particolarmente note sono quella di Mineo (Italia), Esquel (Argentina) e Krasnojarsk (Russia).

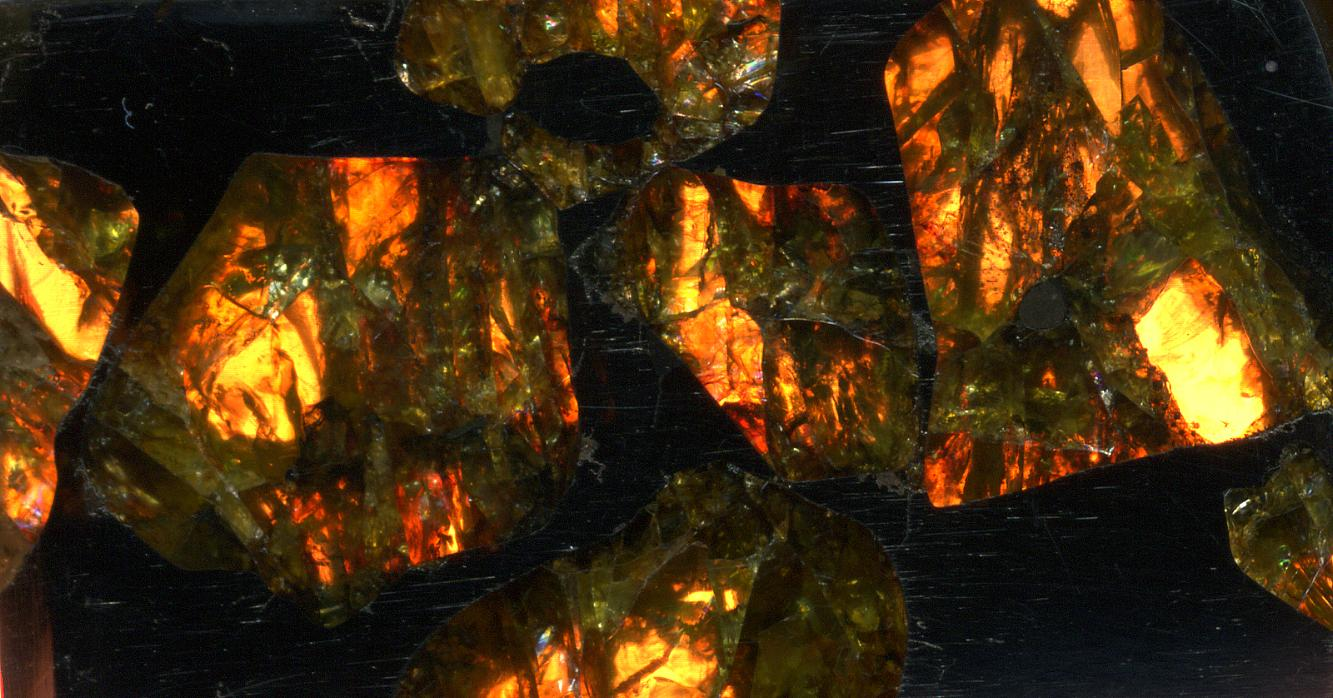
Meteorite di Fukang. Campione di 3,3 cm lucidato e retroilluminato

  Nel caso particolare del meteorite di Fukang, il corpo è costituito da cristalli di olivina di forma e dimensione molto variabile, annegati in una lega ferro-nichel, a formare il classico motivo a mosaico. Il rapporto tra la concentrazione di olivina e di camacite varia, anche di molto, all'interno dello stesso meteorite, nel quale si osserva la presenza di alcune zone composte prevalentemente da cristalli di olivina, attraversati solo da sottili vene di lega metallica. Inoltre in taluni cristalli di olivina sono state osservate formazioni di troilite. Sottilissime vene di camacite e di troilite sono presenti anche all'interno di molti cristalli di olivina. Sono presenti anche minerali accessori in quantità apprezzabile (schreibersite e cromite). Per quanto riguarda la composizione della camacite, è stato rilevato che il contenuto medio di nichel è pari a circa il 6,98% della massa, valore in linea con le misurazioni effettuate in campioni proveniente da altri meteoriti (variabile tra 90:10 e 95:5).